# Campbellton (New Brunswick)
Campbellton is een stad in de Canadese provincie New Brunswick. De stad heeft 7.047 inwoners (2021) en een oppervlakte van 18,57 km². 
Campbellton ligt in Restigouche County in het uiterste noorden van de provincie. De stad ligt aan de rechteroever van de rivier de Restigouche met aan de overkant de Quebecse gemeente Pointe-à-la-Croix.

## Galerij

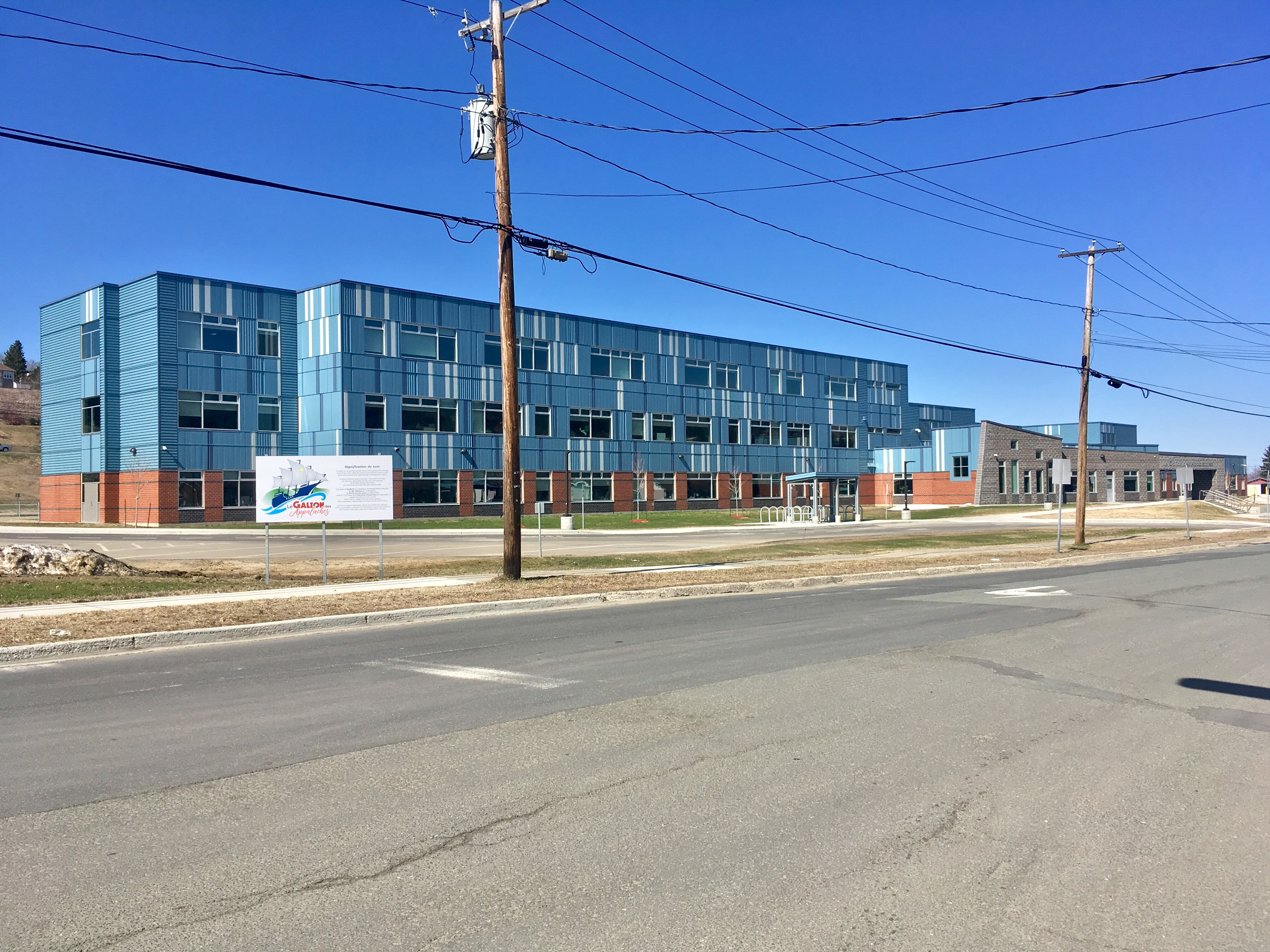
Franstalige basisschool Le Galion des Appalaches
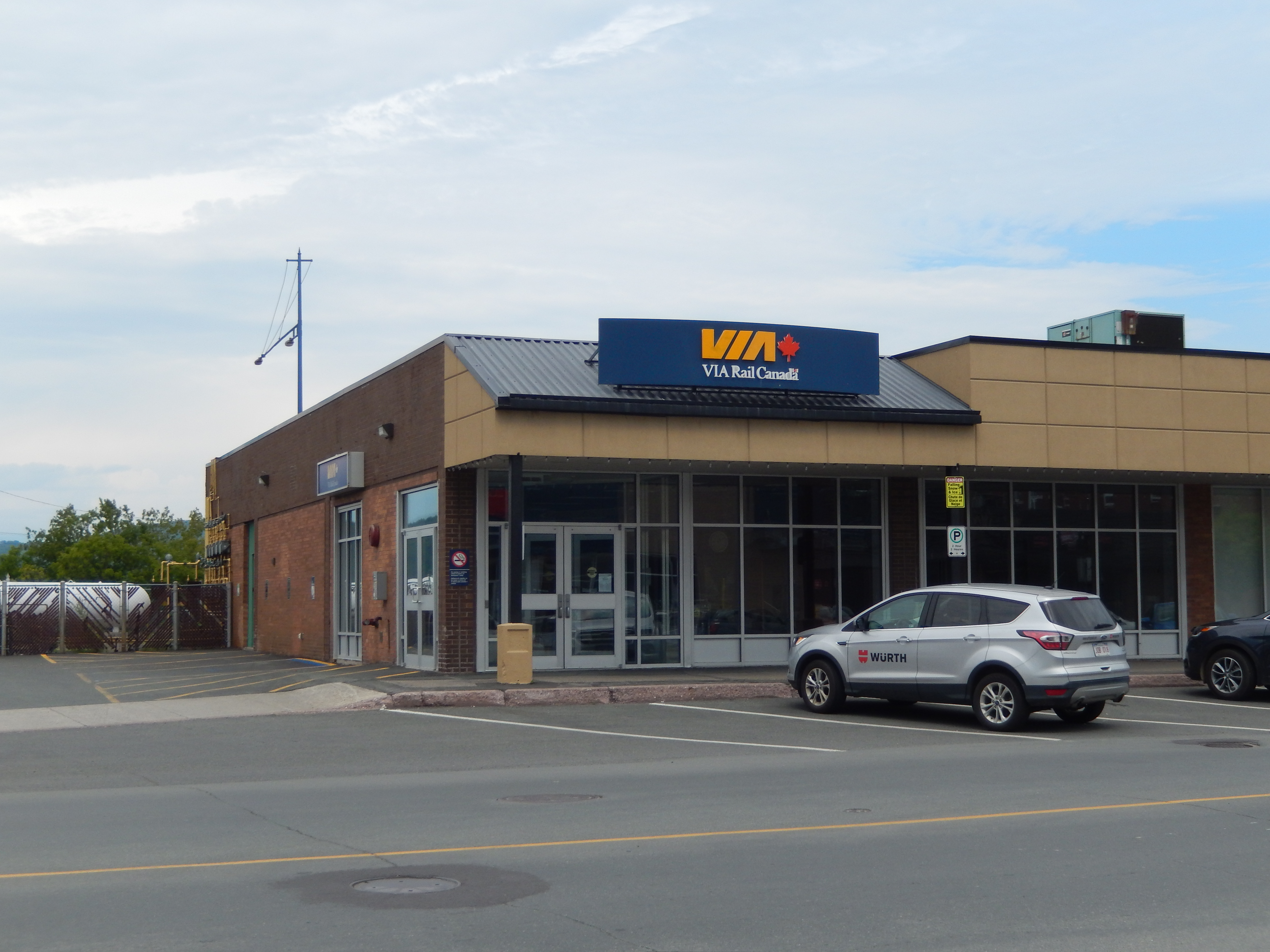
Treinstation van Campbellton
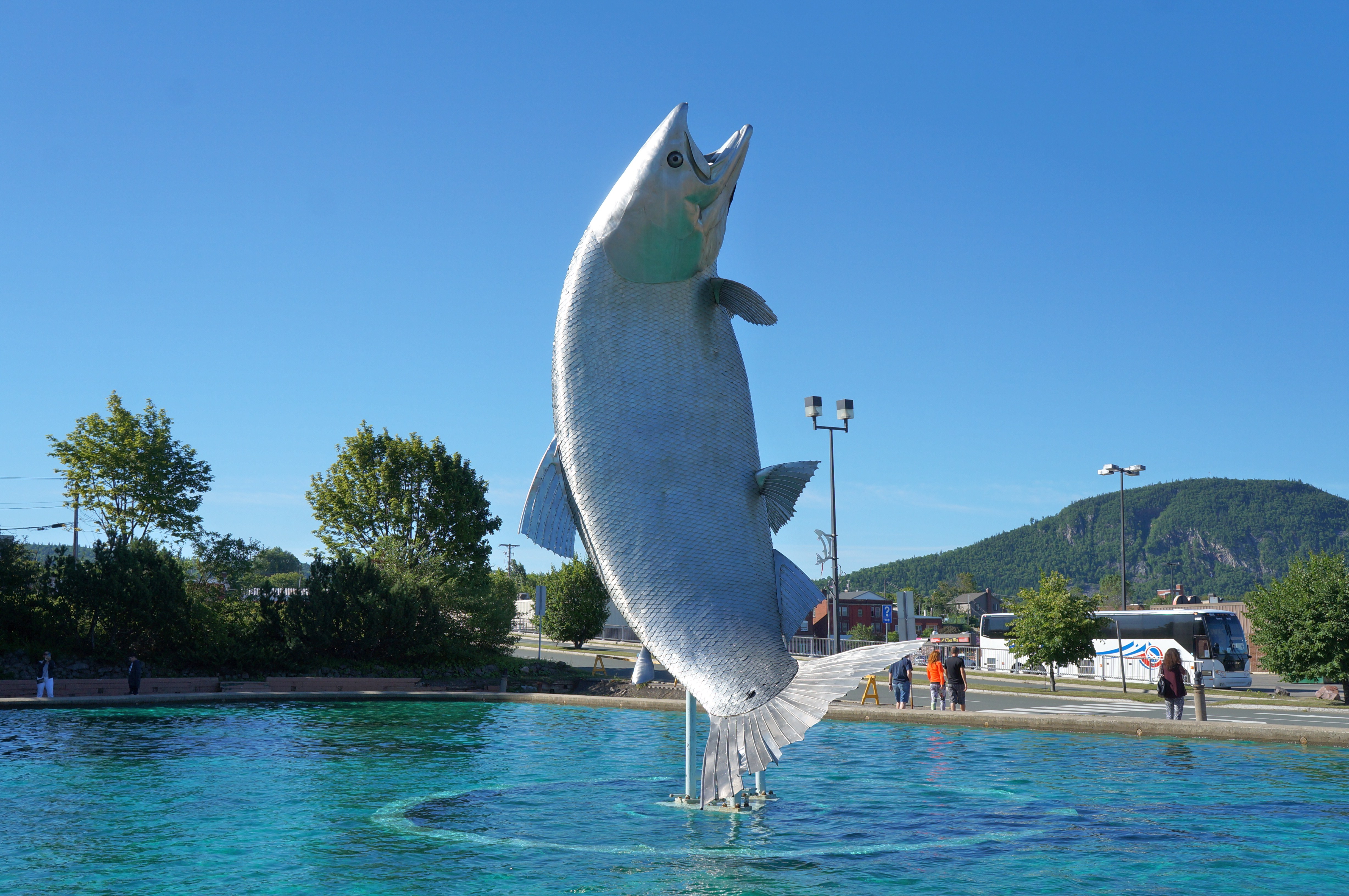
Zalmenstandbeeld met in de achtergrond de Sugarloaf Mountain

## Geboren
- Patsy Gallant (1948), zangeres en actrice